# Хаджиян, Арам
Ара́м Хаджия́н (арм. Արամ Հաջիյան, 4 мая 1979, Ленинакан, Армянская ССР, СССР) — армянский лыжник. Участник зимних Олимпийских игр 2002 года.

## Биография
Арам Хаджиян родился 4 мая 1979 года в городе Ленинакан (сейчас Гюмри).
В 2002 году вошёл в состав сборной Армении на зимних Олимпийских играх в Солт-Лейк-Сити. Выступал в лыжных гонках, участвовал в пяти дисциплинах.
В спринте на 1,48 км занял в квалификации 62-е место с результатом 3 минуты 24,89 секунды, уступив 31,02 секунды худшему из попавших в четвертьфинал Ханну Маннинену из Финляндии.
На дистанции 15 км классическим ходом занял последнее, 66-е место с результатом 46.42,9, уступив 9 минут 35,5 секунды победителю Андрусу Веэрпалу из Эстонии.
На дистанции 30 км свободным ходом с масс-стартом занял 62-е место с результатом 1 час 24 минуты 7,5 секунды, уступив 12 минут 36,5 секунды победителю Кристиану Хоффману из Австрии.
На дистанции 50 км классическим ходом занял предпоследнее, 56-е место с результатом 2:48.48,1 секунды, уступив 42 минуты 27,3 секунды победителю Михаилу Иванову из России.
В гонке преследования 10+10 км занял 71-е место на предварительном этапе с результатом 31.52,7 и не попал в число 60 финалистов, уступив 2 минуты 48,1 секунды худшему из квалифицировавшихся Милану Шперлу из Чехии.
Хаджиян — первый мужчина, представлявший Армению в лыжных гонках на зимних Олимпийских играх.